# Philodendron loefgrenii
Philodendron loefgrenii är en kallaväxtart som beskrevs av Adolf Engler. Philodendron loefgrenii ingår i släktet Philodendron och familjen kallaväxter. Inga underarter finns listade.